# Protestantizem
Protestantizem je krščansko gibanje, ki priznava Sveto pismo za edino avtoriteto in se je v času reformacije v srednji do pozni renesansi v Evropi odcepilo od rimskokatoliške cerkve. 
Protestantizem velja za eno od treh največjih vej krščanstva (skupaj z rimskokatolištvom in pravoslavjem), obsega pa različne obsege teoloških in družbenih pogledov. V Sloveniji večina protestantov živi v Prekmurju in pripada Evangeličanski Cerkvi.

## Začetki
Protestantizem se je začel, ko je Martin Luther leta 1517 nabil na cerkvena vrata v Wittenbergu 95 tez (zahtev) protestantov. Gibanje je dobilo ime leta 1539 po skupini nemških knezov, ki so tega leta protestirali pri Papežu, ker niso smeli imeti svojih verskih idealov. Lutrove ideje so kmalu prevzeli tudi drugi evropski misleci (Francoz Jean Calvin, Švicar Ulrich Zwingli ...) in jih razširili po Evropi.
Uvedbe protestantov:
- prevod biblije,
- opravljanje bogoslužja v ljudskem jeziku, ne v latinščini
- odprava odpustkov
- odprava češčenja Marije in svetnikov
- nepriznavanje papeža in odprava celotne hierarhije (škofov in duhovnikov)
- odprava spovedi in drugih zakramentov (v katoliškem smislu), razen krsta in poroke
- odprava  celibata in samostanov.

## Protestantske države
Prve protestantske države so nastale na območju današnje Nemčije.

## Sprava
Sprava je bila dosežena z mirom v Augsburgu, leta 1555, kjer je bila dosežena verska svoboda za kneze in fevdalne stanove, njihovi podložniki pa so morali versko usmerjenost sprejeti po svojem gospodarju (Cuius regio, eius religio - Kogaršnja oblast, tega religija).

## Vplivni družbeni prispevki nekaterih posameznikov protestantov
- Sveto pismo v vseh jezikih (med prvimi prevajalci Martin Luther)
- Božično drevo, leta 1584, pastor in kronist Balthasar Russow vzpostavi tradicijo okraševanja božičnega drevesca
- Adventni venček, Johann Hinrich Wichern (1808-1881), protestantski pastor, utemeljitelj sodobnega adventnega venca
- Skavti (ustanovitelj Baden Powell, sin protestantskega pastorja in profesorja)
- Slavljenja-molitve z moderno glasbo kot npr. Hillsong, začetki tovrstnega slavljenja pri binkoštnih kristjanih - kansas, katoliki so ta način slavljenja s pridom uporabili v svetovnem gibanju prenova v duhu, ki ima korenine prav od binkoštnih protestantov
- Parni stroj (izumitelj James Watt izvira iz zavzete protestantske družine, parni stroj kot pomemben prispevek k začetku industrijske revolucije)
- Alfa tečaj,  oznanjevanje krščanstva skozi javna predavanja za vse nepoznavalce izvor iz Angikanske cerkve
- Svetovni splet (www - world wide web), Tim Berners-Lee (Anglikanec po veroizpovedi) eden od utemeljiteljev »interneta« v Evropskem središču za jedrske raziskave CERN

## Posledice
Posledice so bile zelo pozitivne:
- delovati je začela prva tiskarna
- izdelana prva tiskana slovenska knjiga, slovenski jezik
- slovenski jezik je postal knjižni jezik
- prvič so bili prebivalci slovenskih dežel poimenovani Slovenci
- prvi slovenski črkopis in pravopis

## Protestantske veje
Med protestanti so danes najbolj razširjeni Binkoštni kristjani, katerih številka se giblje 650 miljonov (2010) in so drugi največji predstavniki kristjanov, hkrati pa štejejo največjo letno rast med vsemi kristjani. Najhitreje se širijo na Kitajskem kjer jih je že kar 200-300 miljonov.

## Protestantske cerkve v Sloveniji
- Binkoštna evangelijska cerkev - severovzhodno okrožje Arhivirano 2011-05-14 na Wayback Machine.
- Binkoštna cerkev Ljubljana Arhivirano 2011-02-07 na Wayback Machine.
- Binkoštna cerkev Ljubljana Arhivirano 2011-02-07 na Wayback Machine.
- Evangelijska cerkev Kranj Arhivirano 2013-08-21 na Wayback Machine.
- Evangelijska cerkev Koper
- Evangelijska cerkev Novo Mesto
- Evangelijska krščanska cerkev Ljubljana
- Evengeličanska Cerkev v republiki Sloveniji
- Krščanska Adventistična cerkev v Sloveniji
- Krščanska Baptistična cerkev Celje Arhivirano 2013-10-21 na Wayback Machine.
- Krščanska Baptistična cerkev Ljubljana
- Krščanska cerkev Kalvarija - Celje Arhivirano 2010-09-06 na Wayback Machine.
- Krščanski center Šentjur pri Celju

Znotraj protestantizma so nastale naslednje denominacije:
- adventizem
- anabaptizem in baptizem
- anglikalizem ali episkopalizem
- kalvinizem/reformirani in prezbiterijci
- luteranstvo ali evangeličanstvo
- metodizem/veslejanstvo in svetniško gibanje
- pentekostalizem in karizmatizem
- kvekerizem
- obnovitveno gibanje

Glej tudi:
- Starokatoliška Cerkev

## Pomembni protestanti v Sloveniji
- Primož Trubar (1508–1568), avtor Abecednika in Katekizma prve slovenske knjige, 1550
- Jurij Dalmatin (ok. 1547–1589), prvi prevajalec celotnega Svetega pisma v slovenščino (izšlo 1584)
- Adam Bohorič (ok. 1520–1598), avtor prve slovenske slovnice Arcticae horulae succisivae (sicer napisana še v latinščini, izšla 1584) in črkopisa bohoričice
- Sebastijan Krelj (1538–1567), slovenski pisatelj, pesnik in slovničar/  napisal je Otročjo biblijo in Postilo slovensko

## Razlike med katoliki in protestanti-TABELA
| PRIMERJAVA:                                 | Rimo katoliška cerkev | Protestantje (večina reformiranih cerkva) |
| ------------------------------------------- | --- | --- |
| Največji božji zapovedi                     | -Ljubi Gospoda, svojega Boga, iz vsega srca, iz vse duše, z vsem mišljenjem in z vso močjo. -Ljubi svojega bližnjega kakor samega sebe Mt 22 30,31 | -Ljubi Gospoda, svojega Boga, iz vsega srca, iz vse duše, z vsem mišljenjem in z vso močjo. -Ljubi svojega bližnjega kakor samega sebe Mt 22 30,31 |
| Evharistija ali obhajanje Gospodove večerje | Darovanje pri Sveti maši. Pri maši se pri povzdvigovanju kruh in vino fizično spremenita v telo in kri Jezusa Kristusa. Pojav je znan kot »transubstanciacija«. V evharistiji je živo prisoten Jezus Kristus. | Simbolično Bogoslužje. Zgolj kot spomin na zadnjo večerjo. Kristusovo telo in kri so prisotni samo simbolično in v duhovnem smislu. Simbolni pomen zadnje večerje v času judovske Pashe. |
| Duhovništvo                                 | Obvezna neporočenost - celibat Duhovniki kot posredniki med Bogom in človekom. Vsi duhovniki morajo biti moški. Sledenje tradiciji apostolov, ki so bili vsi moški.. | Duhovništvo je duhovništvo vseh vernikov (v duhovnem smislu). Bogoslužja lahko opravljajo tudi ženske. (tiste čase ženska še ni imela veljave v družbi) Večina protestantov ne zahteva celibata kot pogoj za duhovništvo. Ženske že lahko vodijo Bogoslužja. Vprašanje žensk kot škofov pa se še razpravlja v anglikanski cerkvi. |
| Krst                                        | Izvaja se takoj po rojstvu otroka, ali v odrasli dobi za spreobrnjene. | Opravi se kasneje v življenju, ko je oseba duhovno zrela "prerojena in navdahnjena s Svetim duhom". |
| Sveto pismo                                 | Sveto pismo in tradicija Poleg Svetega pisma, se pri verovanju štejejo tudi tradicija, razlaga in poučevanje učiteljstva Cerkve. | Sola Scriptura – samo Sveto pismo Samo Sveto pismo je edini nezmotljiv vodnik in končni organ o zadevah krščanske vere in prakse (Eno od temeljnih načel protestantizma). |
| Odpuščanje grehov                           | Doseže se lahko samo z osebnim kesanjem pri duhovniku. | Običajno se doseže z molitvijo pri Bogu Očetu ali Jezusu, neposredno brez priprošnjika (Marije ali drugih svetnikov) |
| Molitev                                     | K Bogu, prav tako se lahko zaprosi Marijo ali svetnika, da posreduje v njihovem imenu. | Molitev je naslovljena zgolj na Boga in ne svetnike. Kot pravi Sveto pismo: Bog je namreč samo eden. Samo eden je tudi srednik med Bogom in ljudmi, človek Kristus Jezus. 1 Tim 2,5 Nihče ne pride k Očetu drugače kot po meni. Jn 14,6 |
| Marija                                      | Verovanje, da je bila samo Marija spočeta brez izvirnega greha (Marijino brezmadežno spočetje) in večno devištvo. Cerkev meni, da je prav častiti Jezusovo mater Marijo in jo klicati na pomoč za posredovanje pri Bogu. | Samo zaupanje v Jezusa kot Gospoda in Odrešenika. Naslanjanje na Sveto pismo: Jezus mu je dejal: »Jaz sem pot, resnica in življenje. Nihče ne pride k Očetu drugače kot po meni. Jn 14,6 Bog je namreč samo eden. Samo eden je tudi srednik med Bogom in ljudmi, človek Kristus Jezus. 1 Tim 2,5 Devica Marija ima precej manjšo vlogo. Je pa lahko, kot pri drugih Kristjanih, zgled v veri.. Trditev, da je bila Marija brez greha, je zavrnjen - samo Kristus je bil brez greha. Njeno večno devištvo in brezmadežnost sta zanikana. Samo Kristus je bil brez greha. Ostali nosimo izvirni greh že posredno, po Adamu in Evi. |
| Svetniki                                    | Verovanje, da je prav častiti svetnike, če gre pri tem za molitev k edinemu Bogu preko (s pomočjo) svetnikov in podob. | Svetniki ne tvorijo velikega dela vere (ali pa sploh niso pomembni). Posameznik naj moli k Bogu Očetu in / ali Jezusu, ne k svetnikom, brez posrednikov. Svetniki zgolj kot vzor k čistemu življenju. Prav tako Sveto pismo omenja svete ali svetnike kot tiste, ki so od Duha spreobrnjeni kristjani in ne kot posameznike s posebnimi lastnostmi ali deli. |
| Kipi in čaščenje                            | Kipi in slike Jezusa, Marije in posameznih svetnikov, kot pripomoček za molitev, te navadno najdemo v katoliških svetih prostorih. Vendar pa se pričakuje, da bodo verniki častili osebe, ki jih zastopajo kipi, in ne kipe same. | Mnogi menijo, da je sama prisotnost kipov v svetih prostorov oblika malikovanja - kršitev božje zapovedi: Ne delaj si rezane podobe in ničesar, kar bi imelo obliko tega, kar je zgoraj na nebu, spodaj na zemlji ali v vodah pod zemljo! Ne priklanjaj se jim in jim ne služi, kajti jaz, GOSPOD, tvoj Bog, sem ljubosumen Bog, ki obiskujem krivdo očetov na sinovih, na tretjih in na četrtih, tistih, ki me sovražijo, toda izkazujem dobroto tisočem, tistim, ki me ljubijo in izpolnjujejo moje zapovedi. 2Mz 20, 5 Obračanje neposredno k Bogu brez posrednikov, kot pravi Sveto pismo: Resnično, resnično, povem vam: Če boste kaj prosili Očeta v mojem imenu, vam bo dal. Do zdaj niste ničesar prosili v mojem imenu. Prosíte in boste prejeli, da bo vaše veselje dopolnjeno.« Jn 16,23 Jezus mu je dejal: »Jaz sem pot, resnica in življenje. Nihče ne pride k Očetu drugače kot po meni. Jn 14,6 |
| Nezmotljivost papeža                        | Papež je nezmotljiv. To je dogma, zato je potrebno prepričanje v katolištvo. | Protestantje zavračajo papeško nezmotljivost. Edini nezmotljiv je Bog, vir poučevanja pa najdemo v Svetem pismu. |
| Zakramenti                                  | Sredstva za dosego milosti, 7 zakramentov, ki posredujejo skrivnosti milosti. | Zgolj kot simboli milosti, trije zakramenti: krst, obhajilo in sveti zakon. |
| Vice                                        | Stanje ko se duše očistijo s čiščenjem kazni, preden lahko vstopijo nebesa. | Ne obstaja. (Biblija jih ne omenja) Vice so zavrnjene - Kristusova smrt na križu in njegovo vstajenje je dovolj za plačilo kazni za vse naše grehe. |
| Cerkev, struktura                           | Hierarhična-katoliška cerkev je edini kraj, kjer lahko človeštvo ponovno odkrije svojo enotnost in odrešenje. | Po navadi demokratična in avtonomna - razlikovati je treba med vidno in nevidno cerkvijo. Prav tako ima lahko vsaka cerkev (kot enota) delno hierarhijo, ki je lahko podobna katoliški (kot opisano v nekaterih Pavlovih pismih), pri čemer se imenovanja lahko razlikujejo. Ne glede na navidezno hierarhijo je na vrhu vedno Kristus. Skrivnost sedmih zvezd, ki si jih videl v moji desnici, in sedmih zlatih svečnikov pa je v tem: sedem zvezd so angeli sedmih Cerkvá, sedem svečnikov pa sedem Cerkvá.« Raz 1, 20 |
| Apostolsko nasledstvo                       | Poudarja, da je Božja milost, ki je prešla z Jezusa na apostole, potem prešla s polaganjem rok pri duhovniškem posvečenju v nepretrgani verigi na današnje rimskokatoliške duhovnike in škofe. Cerkev se ima za edino pravo in zveličavno cerkev, ki bo nekoč postala vesoljna. Zagotavlja se kontinuiteta s cerkvijo, ki jo je ustanovil Kristus. Rimski papež naj bi bil tako neposredni naslednik svetega Petra, ki mu je Jezus rekel: »Ti si Peter (Skala) in na tej skali bom sezidal svojo Cerkev.« (Mt 16,18). | Tak način razmišljanja zavrnjen, kot zgodovinsko neveljaven. Zavrača se subjektivno razlago Svetega pisma, in trditvam o edino zveličavni cerkvi. Ne verjamejo samo v eno zveličavno cerkev. Izraz katoliška (gr. katholikos) pomeni splošna, celostna, vsepovsod prisotna, vesoljna - v duhovnem pomenu (izraz tako ne velja samo za rimskokatoliško cerkev) Vesoljnost se odraža v odprtosti za vse in prizadevanju za enake vrednote, kot so zapisane v evangeliju. Pomembno pa poudariti kontinuiteto poučevanja apostolov, ne pa neposredno iz nasledstva. Cerkev nima organa za zastopanje cerkve kot celote. Veliko cerkva je avtonomnih in prezbiterijskih. |
| Odnos drug do drugega                       | Člane oddaljenih cerkva priznava kot Kristjane, ki pa še ne poznajo vseh svetih skrivnosti in upa, da se jim bodo nekoč pridružili. | Nekateri menijo, da niso vsi Katoličani pravi kristjani, saj jih veliko živi le folkloro in obrede, premalo pa je prisotne osebne vere. |
| Svobodna volja                              | Za dobro in slabo | Svobodna volja je povzročila prvi greh. Brez nje bi bili roboti. Prav tako je svobodna volja tista, po kateri se lahko odločimo za to da sledimo Kristusu. |
| Ekumenizem                                  | Cerkev vidi razdrobljenost krščanstva kot greh. Želijo si da bi se tisti ki niso katoliški kristjani pridružili rimokatoliški cerkvi; saj je le ta edina prava – vesoljna cerkev naslednica apostolov. Dovoljuje sodelovanje med različnimi verskimi skupnostmi. | Rimokatoliki in ostali kristjani so, kot bratje in sestre v Kristusu ki lahko sodelujejo pri skupnih projektih . Drugi pogled: za nekatere katoličane se meni, da niso pravi kristjani, zato jih je treba obravnavati kot druge izgubljene duše, katere je potrebno prav tako evangelizirati saj jih veliko živi le običaje in obrede, premalo pa je prisotne vere. |
| Doseganje odrešenja                         | Katolik načeloma ne ve ali je odrešen ali ne. Temu je tako zato, ker katolicizem zagovarja, da samo po veri ne moremo biti odrešeni, pač pa potrebujemo tudi (dobra) dela, zakramente (predvsem krst). | Protestantizem sledi Svetemu pismu, ki na več mestih (predvsem v Novi zavezi) pravi, da smo odrešeni iz Božje milosti po veri (Z milostjo ste namreč odrešeni po veri, vendar to ni iz vas, ampak je Božji dar. 9 Niste odrešeni iz del, da se ne bi kdo hvalil. Ef 2,8-9). |

## Razvijanje protestantizma
Protestantizem je ena izmed treh glavnih usmeritev v krščanstvu, izoblikovana v skladu z načeli verske reformacije 16. st. Ime je dobil po protestu za reforme zavzemajočih se članov državnega zbora v Speyerju v Nemčiji 1529 zoper sklepe katoliške večine. Za protestante je Sveto pismo edino merilo prave vere ; glede na temeljno poročilo evangelija so ljudje od Boga sprejeti, opravičeni in odrešeni le po božji ljubezni, milosti, ki se je udejanila v božjem učlovečenju v Jezusu Kristusu, njegovi smrti in vstajenju.
Za odrešenost človeka je odločila njegova osebna, notranja vera. Vero in hvaležnost za božjo milost človek izraža z zakramenti in drugimi dobrimi deli. Cerkev je skupnost vernikov; njena naloga in s tem naloga vseh vernikov je, da z besedo in zakramenti oznanjajo božjo besedo ter izpričujejo svojo vero, hvaležnost in božjo slavo. Cerkev ni hierarhična ustanova škofov in duhovnikov, ki naj bi po apostolih prejeli od Kristusa posebno moč, da odločajo o pravi veri in delijo navadnim vernikom zakramente kot nujna sredstva milosti in odrešenja
Med verniki ni bistvenih razlik; duhovniška služba pripada vsem, čeprav se lahko za njeno dobro opravljanje organizirajo. V skladu s temi načeli sta v protestantskih cerkvah le dva zakramenta (krst in obhajilo), ne poznamo celibata in redovništva, velja enakopravnost med moškimi in ženskami, ki lahko opravljajo tudi duhovno službo; obrednost in sploh zunanjost sta hoteno preprostejši in skromnejši kot v pravoslavju in katolicizmu: popolno prednost ima govorjena in pisana beseda Svetega pisma.
Cerkve niso posebna središča oblasti, ki bi dopolnjevala posvetno oblast ali z njo tekmovala. Ta načela so različne struje in kasnejše cerkve različno oblikovale in uresničevale z različno doslednostjo in različnimi poudarki. Že med reformacijo se je razlikovalo; poseben primer je bila in ostala anglikanska cerkev, ki je ohranila največ skupnega s katoliško cerkvijo, čeprav je radikalno prekinila zvezo s papeštvom. Zdaj obstajajo: evangelistične in reformirane cerkve; baptistične, metodistične, binkoštne in adventistične cerkve, menoniti, kvekerji itd. K protestantom v širšem pomenu prištevajo tudi valdence v Italiji  in husitsko cerkev na Češkem.
Protestantska načela sama spodbujajo nastajanje novih smeri in cerkev, a tudi njihovo medsebojno sodelovanje, saj naj bi po prevladujočem pojmovanju vse krščanske cerkve navsezadnje človeško nepopolno utelešale isto nevidno Kristusovo Cerkev. Med seboj se povezujejo v Svetovno luteransko zvezo, Zvezo reformiranih cerkev itd. Vse pa sodelujejo skupaj s pravoslavnimi cerkvami v Ekumenskem svetu cerkev, nastalem na njihhovo pobudo.
Protestantska cerkev je vpeta v nastajanje novoveškega duha in moderne družbe s poudarjanjem osebne vere in svobode vesti je izražala in spodbujala moderni individualizem (v smislu večje osebne svobode in osebnih pravic nasproti institucijam, a tudi večje osebne odgovornosti); večja demokratizacija ali vsaj dehierarhizacija v verskih skupnostih je vplivala na demokratizacijo v družbah; protestantizem je vernike spodbujal k večji in odgovornejši delovni usmerjenosti ; pospeševal je desakralizacijo, sekularizacijo, avtonomijo različnih področij družbenega življenja; posebno vlogo je imelo obvezno prevajanje in branje Svetega pisma v ljudskem jeziku, kar je vse skupaj z odpravo do takratnega latinskega univerzalizma v inetelektualnem življenju pospeševalo oblikovanje moderne nacionalne zavesti.

## Protestantizem na Slovenskem
V slovenski zgodovini in spodobnosti je protestantizem navzoč na več načinov. Najbolj razširjen in neposredno vpliven je bil v času reformacije v 16. stoletju, ko je prevladoval med plemstvom in v mestih, ponekod pa se je močno razširil tudi med kmečkim prebivalstvom. Uveljavilo se je luteranstvo, čeprav so bili v začetku opazni tudi vplivi švicarske reformacije; opazna je bila tudi razširjenost prekrščevalstva. Zaradi protestantskih načel, verske in domoljubne vneme protestantov se je razvil slovenski knjižni jezik, začelo in prvič razmahnilo se je slovensko slovstvo  in šolstvo, odprta je bila prva javna knjižnica. Vse to je omogočilo in usmerilo razvoj slovencev v moderen narod. V tem smislu je simboličen že Trubarjev govor »Vsem slovencom« v Cathechismusu, prvi slovenski tiskani knjigi; posebnega pomena je tudi Cerkovna ordninga, cerkveni red, namenjen slovenski Cerkvi ne glede na tedanje meje. 
V času protireformacije je bil protestantizem na Slovenskem zatrt; zaradi grožnje z izselitvijo so se protestanti večinoma vrnili v katoliško cerkev, manjši del pa se je izselil v Nemčijo. Vzdržali so le v Prekmurju in prikrito v 2 vaseh na Koroškem. Protestantske knjige so protireformatorji sežgali, razen Dalmatinove Biblije, ki so jo nekaj časa še smeli uporabljati katoliški duhovniki. Porušene so bile protestantske cerkve in razdejana protestantska pokopališča; ohranilo se je le nekaj plemiških nagrobnikov in grajskih kapel (Turjak). 
Institucionalno je protestantizem na slovenskem zakoreninjen od druge polovice  16. stol., v Evangeličanski cerkvi augsburške veroizpovedi, ki šteje zdaj okoli 20 000 članov. Po nasilnem zatrtju protestantske organizacije v avstrijskih deželah ob koncu 16. stol. so organizirano cerkveno življenje s skrajnimi prizadevanji ohranjali le Slovenci in Madžari v Prekmurju, ki je spadalo pod Ogrsko, kjer so si protestanti izbojevali več pravic. Tudi tu je imel protestantizem velik jezikovni in kulturni vpliv. Položaj protestantov, ki so ostali se je začel normalizirati šele s tolerančnim patentom Jožefa II. (1781). V 19. stol. je bila obnovljena evangelistična organizacija v Ljubljani, Celju, Mariboru in Šentilju v Slovenskih goricah, ki je vključevala nemško govoreče prebivalce. Prenehala je obstajati z izselitvijo nemško ali avstrijsko opredeljenih prebivalcev 1945. 
V 19. in 20. stoletju so začele prihajati na slovensko nove verske spodbude iz drugih protestantskih dežel. Britanska in Niozemska biblijska družba je širila nove prevode in izdaje Biblije. Nekateri izseljenci, ki so se vrnili iz ZDA, zdomci iz Nemčije in posamezni misijonarji so prinesli nauke drugih protestantskih cerkev ali skupnosti; baptisti - binkoštniki.
Protestantizem je na slovenskem vplival tudi posredno. Spodbudil je versko delovanje katoliške cerkve. Katoliška stran je do dvajsetega stoletja večinoma zanikala ali omalovaževala, čeprav je A. M. Slomšek 1862 pozitivno ocenil njihova prizadevanja za slovenski jezik; kritičnost do katoliške cerkve ter političnega in kulturnega katolicizma je pogosto spremljala naklonjenost do protestantizma ali vsaj zanimanje zanj. Dramatičnost dogajanja v 16. stoletju in pomembnost protestantske dediščine sta se izrazila tudi v književnosti, snovno vezani na protestantizem.